# Norbert Scholl
Norbert Scholl (* 7. Juli 1931 in Schweidnitz, Provinz Niederschlesien) ist ein deutscher Theologe und Hochschullehrer.

## Leben
Nach seiner Schulzeit studierte Scholl von 1951 bis 1956 römisch-katholische Theologie in Königstein im Taunus und Freiburg im Breisgau. Nach seiner Promotion war Scholl von 1960 bis 1969 Rektor des Erzbischöflichen Studienheimes St. Georg in Freiburg im Breisgau. 1969 wurde Scholl Professor für römisch-katholische Theologie und Religionspädagogik an der Pädagogischen Hochschule Heidelberg. Diese Stelle hatte er bis zu seiner Emeritierung 1996 inne. Scholl lebt gegenwärtig in Wilhelmsfeld.

## Engagement für Erneuerungen
Scholl engagierte sich für Erneuerungen der römisch-katholischen Kirche, so 1995 beim Kirchenvolks-Begehren und 2011 als Erstunterzeichner des Theologenmemorandums.

## Werke
- Auf den Spuren des dreieinen Gottes. Deutsche Studien, Weinheim 1994, ISBN 3-89271-502-5
- Sakramente : Anspruch und Gestalt. Pustet, Regensburg 1995, ISBN 3-7917-1456-2
- Was mir zu denken, zu zweifeln und zu hoffen gibt: Glaubenserfahrungen. Pustet, Regensburg 1996, ISBN 3-7917-1498-8
- Frohbotschaft statt Drohbotschaft. Die biblischen Grundlagen des Kirchenvolks-Begehrens. Styria, Graz u. a. 1997, ISBN 3-222-12491-4
- Ein Bestseller entsteht: das Matthäus-Evangelium. Pustet, Regensburg 1998, ISBN 3-7917-1618-2
- Mein Bruder Jeshua: Erinnerungen des Jakobus an die Zeit in Galiläa und Jerusalem. Lit, Münster 2000, ISBN 3-8258-4946-5
- Das Glaubensbekenntnis: Satz für Satz erklärt. Kösel, München 2000, ISBN 3-466-36544-9
- Mit anderen Augen schauen: Glaubenserfahrungen in den Alpen. Paulus, Freiburg i.Ü. 2001, ISBN 3-7228-0535-X
- Wenn der Kinderglaube nicht mehr trägt: von der Sicherheit zum Vertrauen. Herder, Freiburg i.Ü 2002, ISBN 3-451-27614-3
- Die großen Themen des christlichen Glaubens. Primus, Darmstadt 2002, ISBN 3-89678-445-5
- Johannes schreibt sein Evangelium: eine Erzählung. Paulus, Freiburg i.Ü. 2003, ISBN 3-7228-0598-8
- Die Bibel verstehen. Primus, Darmstadt 2004, ISBN 978-3-534-24797-4
- Die Zeichen deuten: Streifzüge durch das Johannesevangelium. Paulus, Freiburg i.Ü. 2005, ISBN 978-3-7867-8575-0
- Das Geheimnis der Drei: kleine Kulturgeschichte der Trinität. Buchgesellschaft, Darmstadt 2006, ISBN 978-3-534-18930-4
- Kein Platz für Gott? Zur Aktualität der Gottesfrage. Paulus, Freiburg i.Ü. 2006, ISBN 978-3-7228-0693-8
- Dem Stern folgen: Streifzüge durch das Matthäusevangelium. Paulus, Freiburg i. B. 2007, ISBN 978-3-8367-0643-8
- Lukas und seine Apostelgeschichte: die Verbreitung des Glaubens. Wissenschaftliche Buchgesellschaft, Darmstadt 2007, ISBN 978-3-534-20753-4
- Mein Zweifelglaube. Paulus, Freiburg i.Ü. 2007, ISBN 978-3-7228-0725-6
- Religiös ohne Gott: Warum wir heute anders glauben. Lambert Schneider, Darmstadt 2011, ISBN 978-3-650-24808-4
- Jesus von Nazaret: was wir wissen, was wir glauben können. Lambert Schneider, Darmstadt 2012, ISBN 978-3-650-24955-5
- Die großen Themen des christlichen Glaubens; WBG, Darmstadt 2013, ISBN 978-3-534-26257-1
- gemeinsam mit Karl-Heinz Knauber und Winfried Belz: Christentum und Judentum imprimatur, Trier 2018.